# Ascobolus geophilus
Ascobolus geophilus är en svampart som beskrevs av Seaver 1916. Ascobolus geophilus ingår i släktet Ascobolus och familjen Ascobolaceae.  Arten är reproducerande i Sverige. Inga underarter finns listade i Catalogue of Life.